# 黄霞 (1963年)
黄霞，清华大学教授，主要从事膜法水与废水处理新技术的研究与应用、微生物燃料电池污水净化与同步产电技术与机理等方面的研究工作。担任《环境科学》、《环境科学学报》、《水处理技术》等刊物编委，入选中华人民共和国教育部2008年度"长江学者"特聘教授。